# 原冰岛衣酸
原冰岛衣酸（也称原岛衣酸、原岛酸）是一种有机化合物，化学式C18H14O9，属于一种缩酚酸环醚，是地衣的次级代谢产物，存在于皱衣（Flavoparmelia caperata）、喇叭粉石蕊（Cladonia chlorophaea）等地衣中，衍生物有琥珀酰原冰岛衣酸、富马酰原冰岛衣酸等。